# Манџурски језик
Манџурски језик (ᠠᠨᠵᡠ ᡤᡳᠰᡠᠨ) спада у групу тунгуских језика и говори се у историјском региону Манџурији у североисточном делу Кине. Био је један од званичних језика за време владавине династије Ћинг. Данас велика већина Манџураца, којима је манџурски матерњи језик, сада говори само мандарински језик. Због тога спада у групу умирућих језика.